# Agrostis bicuspidata
Agrostis bicuspidata é uma espécie de gramínea do gênero Agrostis, pertencente à família Poaceae.